# Wayne Hart
Wayne Hart (Vauxhall, 13 febbraio 1949) è un giocatore di curling canadese.

## Biografia
Partecipò ai XV Giochi olimpici invernali edizione disputata a Calgary (Canada) nel 1988, riuscendo ad ottenere la terza posizione nella squadra canadese  con i connazionali Ed Lukowich, John Ferguson, Neil Houston e Brent Syme.
Nell'edizione la nazionale norvegese si classificò prima la svizzera seconda. La competizione ebbe lo status di sport dimostrativo